# دانيال فريدمان
دانيال فريدمان (بالعبرية דניאל פרידמן، من مواليد 1936) سياسي إسرائيلي شغل منصب وزير العدل في إسرائيل بين عامي 2007-2009.

## روابط خارجية
- دانيال فريدمان على الموقع الإلكتروني للكنيست
- Daniel Friedmann's Website
- Daniel Friedmann's Website (Hebrew)
- Tel Aviv University biography
- Prof. Daniel Friedmann appointed Justice Minister, government press release